# Puente Gwangan
El Puente Gwangan es un puente colgante situado en Busan, Corea del Sur. Conecta Haeundae-gu con Suyeong-gu. La carretera tiene una longitud de unos 6500 metros, y todo el puente mide 7420 metros. Es el segundo puente más largo del país, tras el Puente de Incheon.
La construcción del puente comenzó en 1994 y finalizó en diciembre de 2002, con un coste total de 789 900 millones de won. Abrió temporalmente en septiembre y octubre de 2002 para los Juegos Asiáticos de 2002. Sin embargo, no abrió oficialmente hasta enero de 2003.